# تاکه‌آکی انوموتو
انوموتو تاکه‌آکی (به ژاپنی: 榎本 武揚 Enomoto Takeaki)؛ زاده ۲۵ اوت ۱۸۳۶ درگذشته ۲۶ اوت ۱۹۰۸) یک سامورایی و دریاسالار دوره باکوماتسو اهل ژاپن بود. وی ابتدا به شوگون‌سالاری توکوگاوا وفادار باقی ماند و با دولت جدید امپراتور میجی مبارزه کرد اما بعدها به عنوان یکی از بنیانگذاران نیروی دریایی امپراتوری ژاپن به دولت میجی خدمت کرد. وی نخستین و آخرین رئیس جمهور جمهوری ازو بود.